# Sphère Bonner
Une sphère Bonner est un instrument permettant de déterminer le spectre énergétique d'un faisceau de neutrons. Le dispositif est décrit pour la première fois en 1960 par Bramblett, Ewing et Tom W. Bonner et implique l'utilisation de détecteurs à neutrons disposés dans des sphères de différentes tailles. La comparaison des neutrons détectés dans chaque sphère permet ainsi de déterminer la température neutronique.

## Historique
La première sphère Bonner construite était capable de détecter des neutrons dont l'énergie pouvait atteindre jusqu'à ~20 MeV. Le dispositif a par la suite été amélioré et permet de détecter des particules ayant des énergies jusqu'à 1 GeV.